# ساختمان شینجوکو توهو
ساختمان شینجوکو توهو (ژاپنی: 新宿東宝ビル) یک ساختمان هوشمند در کابوکیچو، شینجوکو، توکیو، ژاپن است.